# Сяри
Сяри (пол. Siary) — село в Польщі, у гміні Сенкова Горлицького повіту Малопольського воєводства.
Населення — 727 осіб (2011).
У 1975—1998 роках село належало до Новосондецького воєводства.

## Географія
Селом протікає річка Сярка.

## Демографія
Демографічна структура станом на 31 березня 2011 року:
|          | Загалом | Допрацездатний вік | Працездатний вік | Постпрацездатний вік |
| -------- | ------- | ------------------ | ---------------- | -------------------- |
| Чоловіки | 354     | 71                 | 239              | 44                   |
| Жінки    | 373     | 79                 | 208              | 86                   |
| Разом    | 727     | 150                | 447              | 130                  |